# Andrena nigerrima
Andrena nigerrima là một loài Hymenoptera trong họ Andrenidae. Loài này được Casad mô tả khoa học năm 1896.

## Hình ảnh

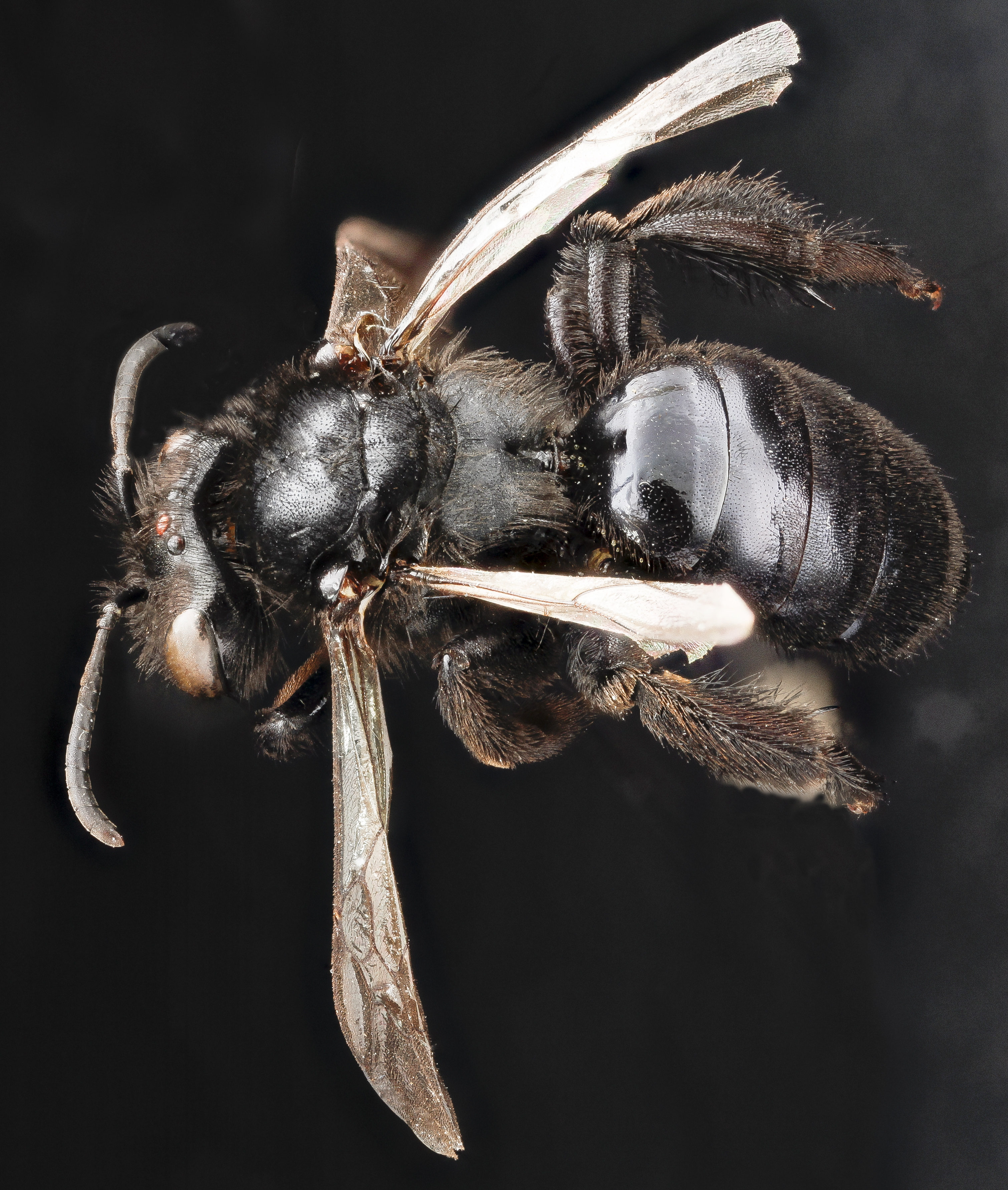
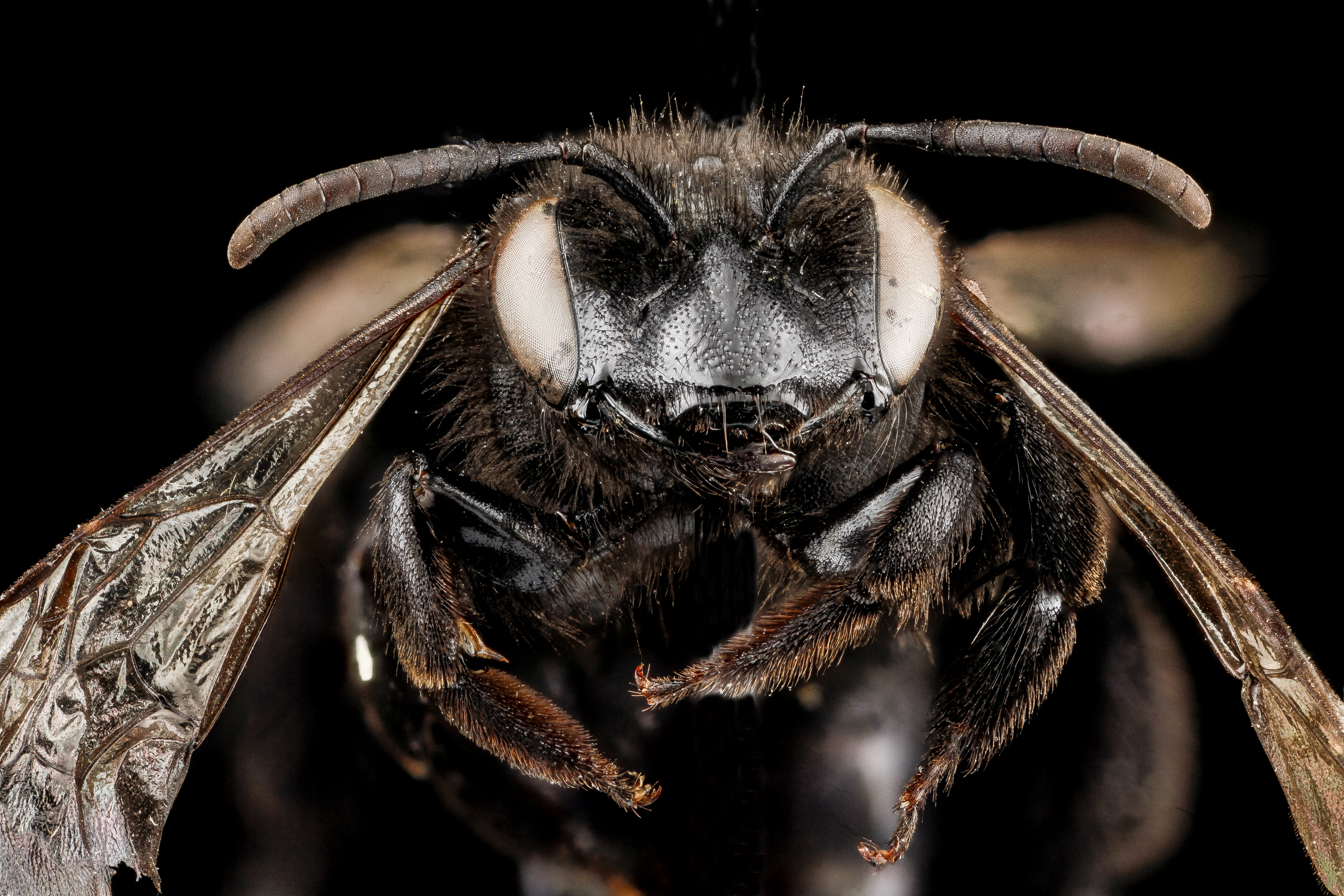